# Р-36
Р-36 е семейство междуконтинентални балистични ракети и ракети-носител, разработени в Съветския съюз по времето на Студената война.
Първоначалният вариант на Р-36 е наименуван 8К67, а натовското му наименование е SS-9 Scarp. Модерният вариант, Р-36М е обозначен като 15А14 или 15А18 от ГРАУ. Натовското наименование на тази версия е SS-18 Satan.

## Разработка
Разработката на Р-36 започва през 1962 в Днипро, Украйна (тогава Днепропетровск, Украинска ССР). Главен дизайнер на проекта е Михаил Янгел. Първите тестове са проведени в периода 1962-1966. Те включват леки, тежки и космически варианти на ракетата. След като Запада научава за космическата версия на Р-36, тревогата за изстрелване на ядрени оръжия в Космоса се увеличава неимоверно. Това води до преговори и е постигнато споразумение, според което двата лагера нямат право да използват ОМП в космическото пространство.
През 1970 е разработена и четвърта версия на ракетата, способна да носи няколко бойни глави. Понататъшното усъвършенстване води до появата на Р-36М. Този вариант теоретично увеличава шансовете на СССР за нанасяне на първи удар срещу САЩ – евентуално изстрелване би унищожило американските МКБР „Моментум“, преди те да бъдат изстреляни.
Първоначалният дизайн на Р-36М включва масивна 12 мегатонна бойна глава и обсег от 10 600 км. Първият тест на ракетата в този си вариант е през 1973 и е неуспешен. В крайна сметка тя е приета на въоръжение през декември 1975. Вариантът е обозначен като „Мод 1“ и разполага с 18-20 мт бойна глава и обсег от 11 000 км. НАТО ѝ дава ново обозначение – SS-18 Satan.
SS-18 е претърпяла общо 6 модификации през годините до разпада на СССР. Първата „Мод-1“ е завършена през 1984, а последната „Мод-6“ – през август 1988. „Мод-6“ увеличава обсега на 16 000 км, като включва и опция за пренос на многобройни бойни глави.

## Описание
Р-36 (SS-9 Scarp) е двустепенна ракета, използваща течно гориво. Дизайнът на Р-36М (SS-18 Satan) е сходен с този на първоначалния вариант. Разликата се изразява в това, че Р-36М може да носи самостоятелна бойна глава до 20 мегатона.
До разпада на Съветския съюз през 1991 г. са функционирали 308 силози. След разпадането на СССР 204 от тях се намират на територията на Русия и 104 на територията на вече независимия Казахстан. Демонтирането на 104-те силоза в Казахстан е завършено през септември 1996 г. В днешни дни Русия постоянно намалява числеността на пусковите установки, като през юли 2009 г. те наброяват 54.
Р-36М са способни да пренасят до 10 бойни глави. Примери за това са вариантът R-36MUTTH, пренасящ десет бойни глави с 500 килотона мощност и R-36M2 също с 10 броя 800 килотонови бойни глави.

## Оператори
- СССР и  Русия

Стратегическите ракетни войски (на СССР, после на Русия) са единствените оператори на Р-36.
Командирът на руските стратегически ракетни войски ген. Андрей Швайченко обявява на 16 декември 2009 г., че Русия планира да замени SS-18 през 2016 г.